# Jalur Mulya
Jalur Mulya is een bestuurslaag in het regentschap Banyuasin van de provincie Zuid-Sumatra, Indonesië. Jalur Mulya telt 1703 inwoners (volkstelling 2010).